# Clancy Edwards
Clancy Edwards (* 9. August 1955) ist ein ehemaliger US-amerikanischer Sprinter.
Bei den Panamerikanischen Spielen in Mexiko-Stadt wurde er über 100 Meter Fünfter und gewann mit der US-Mannschaft Gold in der 4-mal-100-Meter-Staffel.
1977 siegte er beim Weltcup in Düsseldorf über 200 Meter. 1978 wurde er US-Meister über 100 und 200 Meter.

## Persönliche Bestzeiten
- 100 m: 10,07 s, 2. Juni 1978, Eugene
- 200 m: 20,03 s, 29. April 1978, Westwood